# Euclystis manto
Euclystis manto är en fjärilsart som beskrevs av Pieter Cramer 1858. Euclystis manto ingår i släktet Euclystis och familjen nattflyn. Inga underarter finns listade i Catalogue of Life.

## Bildgalleri

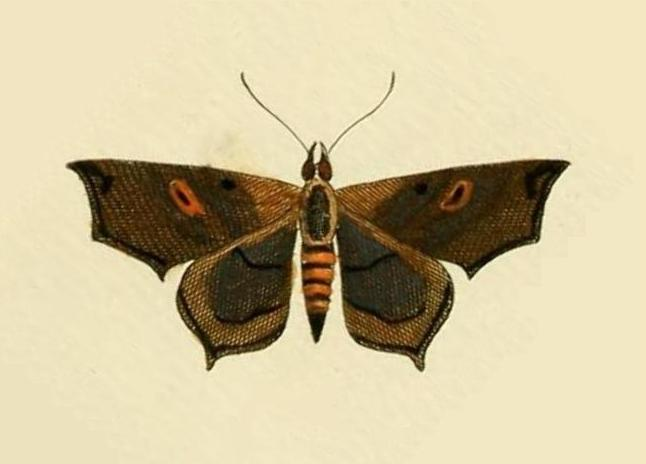